# Johann Viktor Sury
Johann Viktor Sury (getauft am 26. Januar 1631 in Solothurn; † 12. Dezember 1687 ebenda; heimatberechtigt ebenda) war ein Solothurner Offizier, Stadtmajor und Wohltäter.

## Leben und Wirken

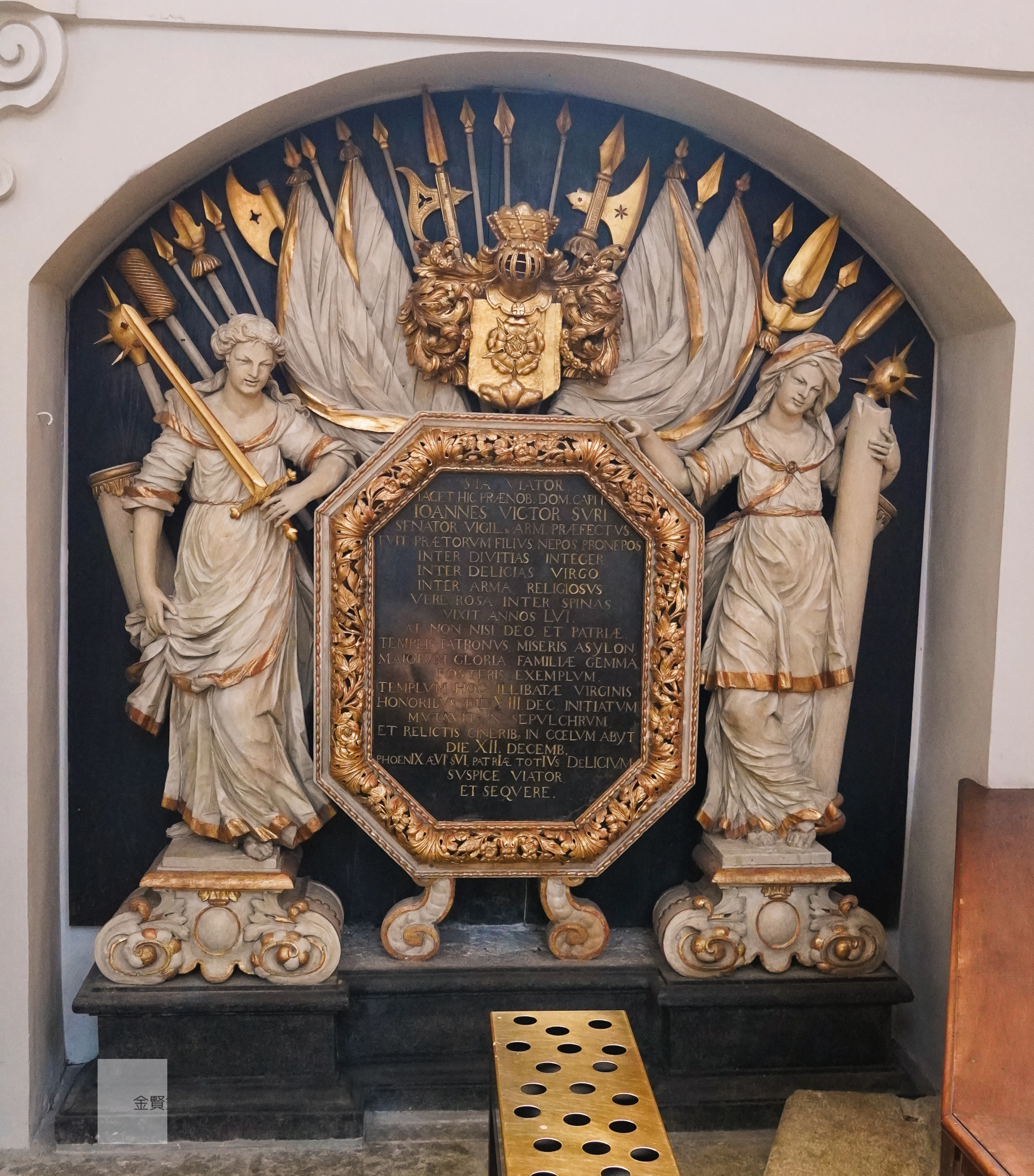
Grabmal von Johann Viktor Sury in der Jesuitenkirche Solothurn

Johann Viktor Sury wurde 1631 in Solothurn geboren und blieb unverheiratet. Seine Eltern waren der Schultheiss Hans Ulrich Sury und Anna Wallier. Seine Grossväter waren der Schultheiss Peter Sury der Ältere und Heinrich Wallier, der als Sekretär und Dolmetscher im Dienst der französischen Ambassadoren stand. Peter Sury der Jüngere war sein Cousin.
Sury war von 1656 bis 1657 Hauptmann im Schweizer Garde-Regiment in Frankreich. Nach seiner Rückkehr wurde er 1657 Solothurner Grossrat und 1665 Jungrat sowie Stadtmajor. Sury gab eine hohe Summe zum Bau der Solothurner Jesuitenkirche und bedachte kirchliche Stiftungen. In der Jesuitenkirche erinnert ein «kunstvolles» Grabmal an ihn.

## Belege
1. 1 2 3  Erich Meyer: Johann Viktor Sury. In: Historisches Lexikon der Schweiz.  23. Mai 2012.
2. ↑  Erich Meyer: Hans Ulrich Sury. In: Historisches Lexikon der Schweiz.  25. Juli 2012.

| Personendaten    | Personendaten                                  |
| ---------------- | ---------------------------------------------- |
| NAME             | Sury, Johann Viktor                            |
| KURZBESCHREIBUNG | Solothurner Offizier, Stadtmajor und Wohltäter |
| GEBURTSDATUM     | 26. Januar 1631                                |
| GEBURTSORT       | Solothurn, Schweiz                             |
| STERBEDATUM      | 12. Dezember 1687                              |
| STERBEORT        | Solothurn, Schweiz                             |